# Telmeso
Telmeso o Telmesos (actual Fethiye) (en hitita: 𒆪𒉿𒆷𒉺𒀸𒊭 Kuwalapašša,  en licio: 𐊗𐊁𐊍𐊁𐊂𐊁𐊛𐊆 Telebehi; en griego antiguo: Τελμησσός); en latín: Telmessus) fue una antigua ciudad de Licia cerca de la frontera occidental con Caria. Lleva este nombre en honor de un hijo de Apolo.

## Historia
Ciudad portuaria, Telmeso fue conquistada como el resto de Licia por el Imperio aqueménida en el siglo VI a. C., y puesta bajo el dominio del sátrapa de Caria. 
Los telmesios tenían fama en la Antigüedad por sus dotes como adivinos especialistas en la interpretación de prodigios.
En el siglo IV a. C., pasó a ser súbdita del rey licio Pericles de Limira. En 334 a. C., se sometió pacíficamente a Alejandro Magno, no obstante, el soberano licio Antipátridas se rebeló contra el sátrapa Nearco, que recuperó Telmeso. 
Después de la muerte de Alejandro, perteneció un tiempo al reino asiático de Antígono I Monóftalmos. En 301 a. C., pasó al dominio de los Lágidas, quienes controlaban todo el litoral licio y cario. Fue cedida por Ptolomeo I Sóter a su nieto Ptolomeo III de Telmeso.
La ciudad apoyó al seléucida Antíoco III el Grande en su guerra contra Roma y el Reino de Pérgamo.
En 188 a. C., como consecuencia de la Paz de Apamea, Telmeso fue ofrecida  por el Senado romano al rey de Pérgamo, Eumenes II, aunque al final de su reinado volvió nuevamente a ser posesión de Licia. Considerada como una de las polis más florecientes de la nueva Confederación licia, permaneció bajo la tutela de los atálidas, hasta la muerte de Atalo III en 133 a. C., fecha en la cual fue legada, como el resto del reino pergameneo, a los romanos, que la incluyeron en la provincia de Asia.
Se desarrolló durante el Imperio bizantino, pero a partir del siglo VI comenzó a perder su importancia, arruinada por las primeras incursiones árabes. En el siglo VIII, Telmeso fue renombrada como Anastasiópolis, en honor del emperador bizantino Anastasio II.

## Restos arqueológicos

### Tumba de Amintas
El área arqueológica de Telmeso es célebre por sus tumbas excavadas en un acantilado, como la Tumba de Amintas, cerca de la antigua ágora, datada en el siglo IV a. C. Su fachada está inspirada en la de un templo jónico.

### Teatro

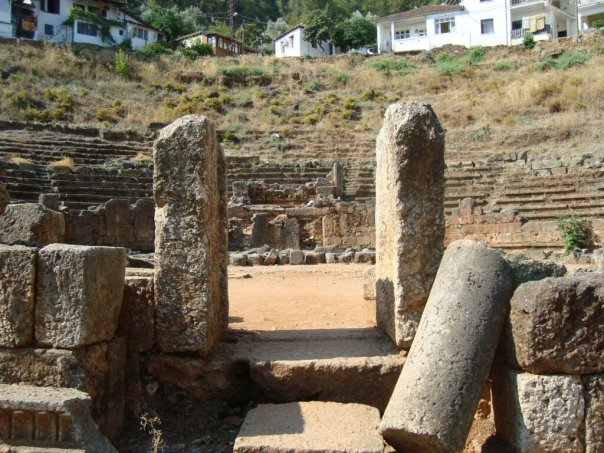
Restos del antiguo teatro griego de Telmeso.

Las excavaciones arqueológicas de 1992 desenterraron un teatro de finales del periodo helenístico. Fue restaurado por los romanos, para ser definitivamente abandonado en el siglo VII, debido a las incursiones de los árabes.